# Alter Zwölf-Apostel-Kirchhof

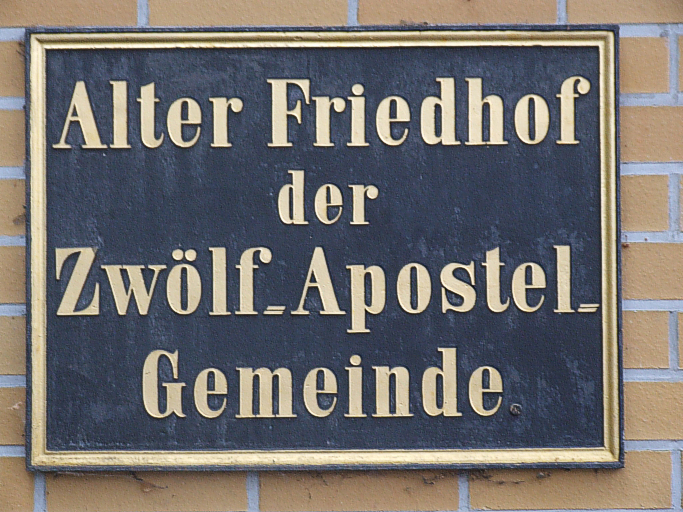
Placa na entrada do cemitério

O Alter Zwölf-Apostel-Kirchhof na Kolonnenstraße 24–25 em Schöneberg, Berlim, é um dos locais de sepultamento mais importantes de Berlim em termos de arte e história cultural. É um monumento em forma de parque devido a seus elementos arquitetônicos e esculturais.

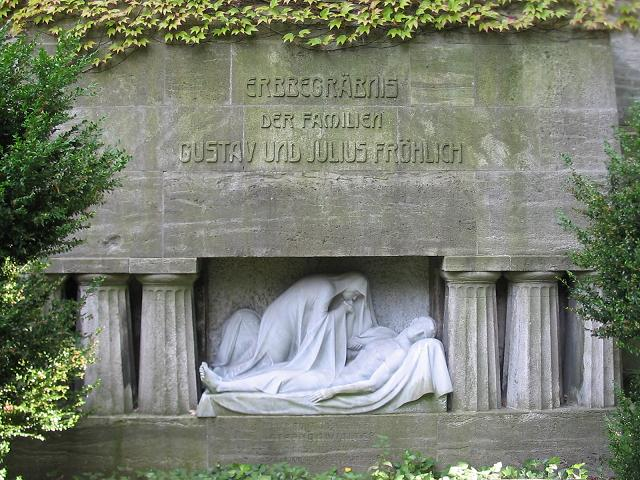
Sepultura da família Fröhlich, obra de Stephan Walter, também sepultado neste local

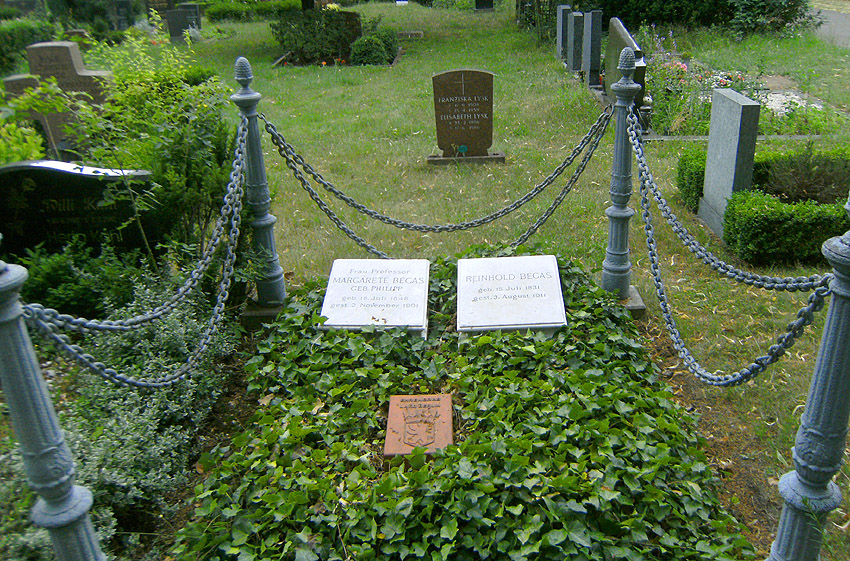
Sepultura do escultor Reinhold Begas

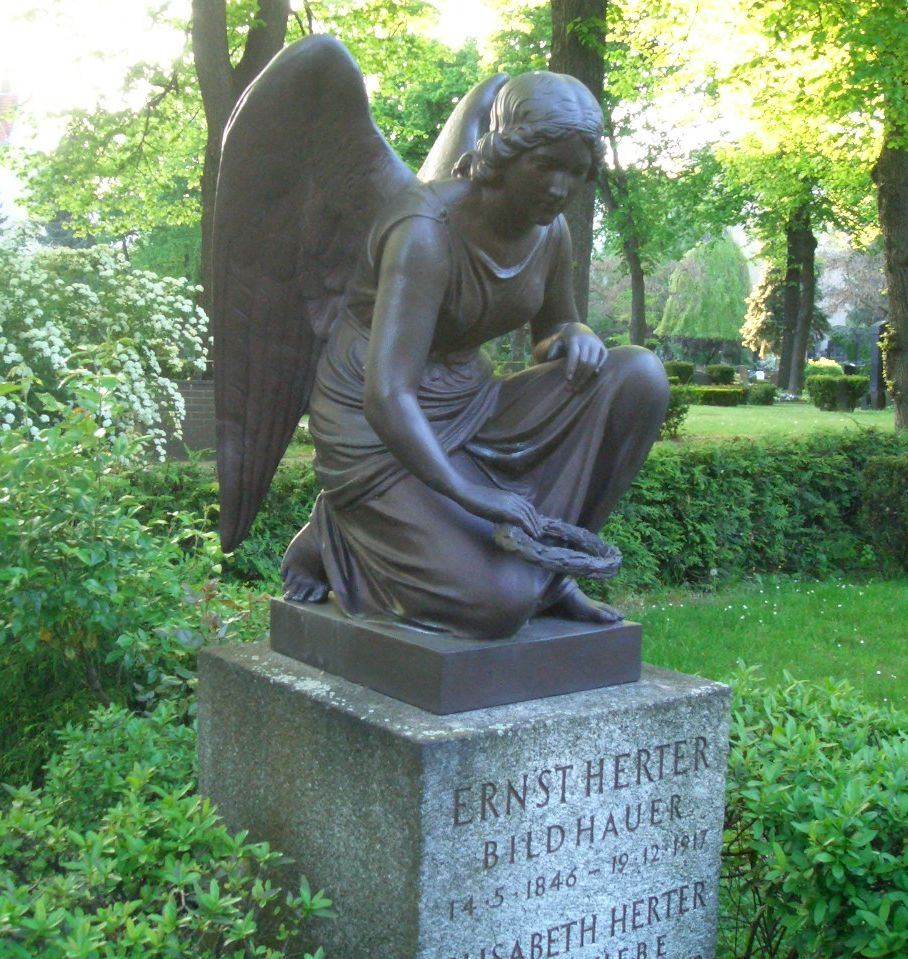
Sepultura do escultor Ernst Herter

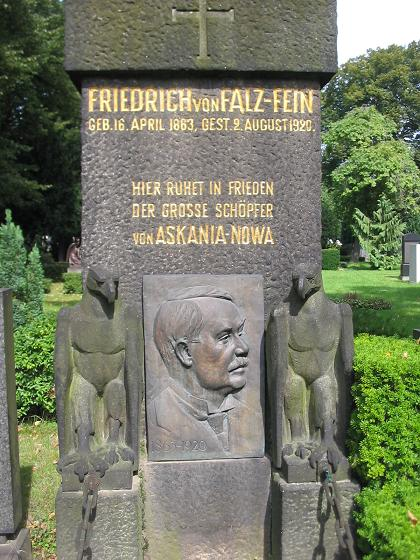
Grabstein für Friedrich von Falz-Fein, fundador da reserva natural Askania-Nova, Ucrânia

## Sepultamentos notáveis
(±  =  Ehrengrab)
- Bertha von Arnswaldt (1850–1919), Salonnière
- Lotte Backes (1901–1990), pianista e compositora
- Reinhold Begas ±  (1831–1911), escultor
- Heinrich Bertram ±  (1826–1904), pedagogo e político comunal
- Wilhelm Böckmann (1832–1902), arquiteto
- Ludwig Brunow (1843–1913), escultor
- Bernhard von Bülow (1849–1929), político
- Paul Eduard Crodel (1862–1928), pintor
- Ludwig Darmstaedter ± (1846–1927), cientista e químico
- Johann Gustav Droysen ± (1808–1884), historiador
- Max Duncker (1811–1886), historiador e  político
- Alexander von Falz-Fein ± (1864–1919), Naturforscher und Tierparkgründer
- Friedrich von Falz-Fein ± (1863–1920), Großgrundbesitzer und Tierparkgründer
- Ernst Eduard Fürstenau ± (1826–1913), pedagogo und Stadtschulrat, Stadtältester
- Rudolf Genée (1824–1914), escritor, historiador do teatro
- Carl Georg Anton Graeb ± (1816–1884), königlicher Hofmaler, Landschafts- und Architekturmaler
- Ernst Ludwig Herrfurth (1830–1900), ministro do interior da Prússia
- Friedrich Kiel (1821–1885), compositor, Hochschullehrer. 1971 verlegt nach Puderbach
- Georg Klauer (1876–1947), presidente do Reichspatentamt
- Hermann Knauer (1872–1909), arquiteto (Neues Schauspielhaus, KaDeWe, Hotel Esplanade)
- Reinhold Koser ± (1852–1914), historiador
- Karl Paul Marcus (1854–1932), Königlicher Hof-Kunstschlosser
- Friedrich Naumann ± (1860–1919), teólogo e político social
- Robert Radecke ± (1830–1911), compositor e Kapellmeister
- Franz Reuleaux ± (1829–1905), engenheiro e professor
- Walter Julius Viktor Schoeller (1880–1965), químico
- Victor Schröder (1862–1885), Wandgrab mit Bronzerelief por Carl Schuler
- Friedrich Schröder-Sonnenstern (1892–1982), pintor e Berliner Original
- Heinrich Spiero (1876–1947), escritor
- Hermann Wilhelm Vogel (1834–1898), fotoquímico
- Robert Warthmüller (1859–1895), pintor
- Heinrich Wefing (1854–1920), escultor
- Anton von Werner ± (1843–1915), pintor
- Ernst Wichert (1831–1902), escritor